# Kuussaari (ö i Lappland, Tunturi-Lappi, lat 67,34, long 23,78)
Kuussaari är en ö i Finland. Den ligger i Muonioälven och i kommunen Kolari kommun i den ekonomiska regionen  Fjäll-Lappland  och landskapet Lappland, i den norra delen av landet, 800 km norr om huvudstaden Helsingfors. Öns area är 1 hektar och dess största längd är 240 meter i nord-sydlig riktning.